# تشيسكا غارسيا
تشيسكا غارسيا كرامر (من مواليد فرانشيسكا ماري فيلاسكو غارسيا في 24 يوليو 1980) ممثلة وعارضة فلبينية.

## حياتها الشخصية
في 9 أكتوبر 2008 ، تزوج تشيسكا غارسيا من دوغ كرامر ، لاعب كرة سلة محترف في رابطة كرة السلة الفلبينية لفريق نورثبورت باتانغ بيير. لديهم ثلاثة أطفال - كلير كيندرا، سكارليت لوفيل، وجافين فينيكس. اختارت أن تتخلى عن مهنتها في مجال الأعمال التجارية لتصبح أم متفرغة.

## روابط خارجية
- تشيسكا غارسيا على موقع IMDb (الإنجليزية)
- تشيسكا غارسيا على موقع قاعدة بيانات الفيلم (الإنجليزية)